# Cailly-sur-Eure
Cailly-sur-Eure är en kommun i departementet Eure i regionen Normandie i norra Frankrike. Kommunen ligger i kantonen Gaillon-Campagne som tillhör arrondissementet Les Andelys. År 2022 hade Cailly-sur-Eure 223 invånare.

## Befolkningsutveckling
Antalet invånare i kommunen Cailly-sur-Eure
Referens:INSEE